# Isoko
Isoko este o așezare situată în partea sud-vestică a Tanzaniei, în Regiunea Mbeya. La recensământul din 2002 înregistra 1.833 locuitori.